# Canton de Senones
Le canton de Senones est une division administrative française, située dans le département des Vosges et la région Lorraine.

## Composition
| Nom                 | Code Insee | Intercommunalité           | Superficie (km2) | Population (dernière pop. légale) | Densité (hab./km2) |
| ------------------- | ---------- | -------------------------- | ---------------- | --------------------------------- | ------------------ |
| Senones (chef-lieu) | 88451      | CA de Saint-Dié-des-Vosges | 18,73            | 2 482 (2014)                      | 133                |
| Ban-de-Sapt         | 88033      | CA de Saint-Dié-des-Vosges | 22,66            | 348 (2014)                        | 15                 |
| Belval              | 88053      | CA de Saint-Dié-des-Vosges | 6,84             | 152 (2014)                        | 22                 |
| Châtas              | 88093      | CA de Saint-Dié-des-Vosges | 5,55             | 54 (2014)                         | 9,7                |
| Denipaire           | 88128      | CA de Saint-Dié-des-Vosges | 7,02             | 250 (2014)                        | 36                 |
| Grandrupt           | 88215      | CA de Saint-Dié-des-Vosges | 6,34             | 72 (2014)                         | 11                 |
| Hurbache            | 88245      | CA de Saint-Dié-des-Vosges | 9,93             | 307 (2014)                        | 31                 |
| La Petite-Raon      | 88346      | CA de Saint-Dié-des-Vosges | 9,09             | 785 (2014)                        | 86                 |
| Le Mont             | 88306      | CA de Saint-Dié-des-Vosges | 4,01             | 52 (2014)                         | 13                 |
| Le Puid             | 88362      | CA de Saint-Dié-des-Vosges | 5,41             | 98 (2014)                         | 18                 |
| Le Saulcy           | 88444      | CA de Saint-Dié-des-Vosges | 9,83             | 327 (2014)                        | 33                 |
| Le Vermont          | 88501      | CA de Saint-Dié-des-Vosges | 4,41             | 70 (2014)                         | 16                 |
| Ménil-de-Senones    | 88300      | CA de Saint-Dié-des-Vosges | 7,22             | 144 (2014)                        | 20                 |
| Moussey             | 88317      | CA de Saint-Dié-des-Vosges | 29,20            | 643 (2014)                        | 22                 |
| Moyenmoutier        | 88319      | CA de Saint-Dié-des-Vosges | 34,21            | 3 274 (2014)                      | 96                 |
| Saint-Jean-d'Ormont | 88419      | CA de Saint-Dié-des-Vosges | 5,29             | 129 (2014)                        | 24                 |
| Saint-Stail         | 88436      | CA de Saint-Dié-des-Vosges | 6,21             | 68 (2014)                         | 11                 |
| Vieux-Moulin        | 88506      | CA de Saint-Dié-des-Vosges | 3,89             | 343 (2014)                        | 88                 |

## Histoire
Le canton de Senones a été créé lors de l'annexion de la principauté de Salm par la France en 1793. En 1801, il s'est agrandi des communes du canton du Puid et de certaines du canton d'Allarmont. Ces dernières en furent exclues en 1806 pour rejoindre le canton de Raon-l'Étape.

## Représentation

### Conseillers d'arrondissement (de 1833 à 1940)
| Période                                  | Période      | Identité                           | Étiquette       | Qualité |
| ---------------------------------------- | ------------ | ---------------------------------- | --------------- | --- |
| 1833                                     | 1842         | Nicolas Mathieu Perrin (1786-1867) |                 | Propriétaire et boulanger à Senones                                                                         |
| 1842                                     | 1847 (décès) | Gabriel Licourt (1801-1847)        |                 | Juge de paix à Senones                                                                                      |
|                                          |              |                                    |                 | |
| 1898                                     |              | Auguste Gérard                     |                 | Receveur buraliste à Hurbache                                                                               |
|                                          |              |                                    |                 | |
| 1911                                     | 1921 (décès) | Augustin Lemaire (1856-1921)       |                 | Maire de Ban-de-Sapt                                                                                        |
| 1921                                     | 1934         | Emile Colin                        | Radical         | Maire de Ban-de-Sapt                                                                                        |
| 1934                                     | 1940         | André Larue                        | Union nationale | Maire de Senones (1933-1965)                                                                                |
| 1940                                     |              |                                    |                 | Les conseils d'arrondissement ont été suspendus par la loi du 12 octobre 1940 et n'ont jamais été réactivés |
| Les données manquantes sont à compléter. |              |                                    |                 | |

### Conseillers généraux de 1833 à 2015
| Période                        | Identité                         | Parti             | Qualité |
| ------------------------------ | -------------------------------- | ----------------- | --- |
| 1833-1848                      | Pierre Provensal                 |                   | Manufacturier Maire de Moussey (1837-1838 et 1842-1843) |
| 1848-1852                      | Nicolas-Ernest Seillière         |                   | Manufacturier à Senones |
| 1852-1864                      | Eugène Charlot                   |                   | Manufacturier Maire de Moussey (1843-1848) |
| 1864-1870 (décès)              | Edgar-Aimé Seillière (1835-1870) |                   | Ingénieur civil |
| 1871-1877                      | Augustin Jacquot                 | Républicain       | Médecin Maire de Senones |
| 1877-1883 (décès)              | Emile Lung                       | Républicain       | Manufacturier Maire de Moussey |
| 1883-1900 (décès)              | Albert Lung frère du précédent   | Républicain       | Manufacturier Maire de Moussey (1894-1900) |
| 1900-1907                      | Jules Gaxotte                    | Républicain       | Marchand de bois Maire de Grandrupt (1892-1907) |
| 1907-1909 (décès)              | Hypolite Keuffer                 | Républicain       | Brasseur Maire de Moyenmoutier (1884-1888 et 1891-1909) |
| 1909-1931                      | Eugène Nansé                     | Radical           | Industriel Maire du Saulcy (1906-1935) |
| 1931-1937                      | Jules Py (1883-1945)             | PSF               | Directeur général des usines de la vallée du Rabodeau du groupe Laederich Maire de Moussey |
| 1937-1941 (démission d'office) | Ernest Perrin (1879-1971)        | SFIO              | Directeur d'école Conseiller municipal de Senones (1935-1953 et 1962-1965) Révoqué par le Gouvernement de Vichy Résistant - Déporté                                                                       |
|                                |                                  |                   | |
| 1943-1945                      | Jules Py                         | PSF               | Directeur général des usines de la vallée du Rabodeau du groupe Laederich Maire de Moussey Nommé conseiller départemental en 1943 Torturé et décédé au camp de concentration de Dachau le 24 janvier 1945 |
|                                |                                  |                   | |
| 1945-1951                      | Louis Creusot (1886-1960)        | SFIO              | Directeur d'école Maire (1945) puis conseiller municipal de La Petite-Raon |
| 1951-1964                      | Adrien Bernard                   | DVD puis UNR      | Agriculteur Maire de Senones (1953-1965) |
| 1964-1988                      | André Valentin                   | Centriste puis PS | Directeur d'école Maire de Vieux-Moulin (1971-1977), puis adjoint au maire de Senones |
| 1988-2001                      | Jean-Sébastien Tronquart         | DVD               | Médecin Conseiller municipal de Senones (1995-2001) |
| 2001-2015                      | Jean-Luc Bévérina                | PS                | Ingénieur TPE Maire de Senones depuis 2008 |

## Démographie
| 1962   | 1968   | 1975   | 1982   | 1990   | 1999   | 2006   | 2011  | 2012  |
| ------ | ------ | ------ | ------ | ------ | ------ | ------ | ----- | ----- |
| 13 794 | 13 186 | 12 584 | 11 312 | 10 519 | 10 339 | 10 156 | 9 773 | 9 702 |